# Bindo Chiurlo
Bindo Chiurlo (Cassacco, província d'Udine, 1886 - Torí, 1943) fou un escriptor i estudiós de la cultura friülana. Expert en literatura moderna, fou un dels impulsors el 1919 de la Societat Filològica Friülana per tal de desenvolupar la literatura furlana. Cal destacar el seu important assaig La letteratura ladina del Friuli (1922) sobre la cultura popular del Friül, i la seva edició de les obres de Catarine Percût el 1929.

## Obres
- A Sar Jaroni Dean di Montegna ta'l 1700 (1912)
- Bibliografia ragionata della poesia popolare friulana. (1920)
- Versi friulani (1921)
- Antologia della letteratura friulana (1927)
- Verbali della Giunta Comunale di Udine durante l'occupazione austriaca del 1918 (1930)
- Pietro Zorutti. Poeta del Friuli (1942)